# Islas Cormorán y Justicia
Las islas Cormorán y Justicia están ubicadas en el interior de la bahía San Julián, en el departamento Magallanes, hacia el centro del litoral atlántico de la provincia de Santa Cruz, en la Argentina. Desde el año 1990 su superficie fue declarada Área de Uso Limitado bajo Protección Especial.

## Características generales
Las islas o bancos están ubicadas a poca distancia de la desembocadura de la bahía San Julián en el océano Atlántico, aproximadamente en la posición 49°16′S 67°42′O / -49.267, -67.700, dentro de la ecorregión mar Argentino.
Se estima que la superficie total de ambas islas es de 64 ha, que se integran a un área más extensa formada por las 25 000 ha del sector marino de la Bahía San Julián.

La bahía y las islas fueron protegidas simultáneamente en el año 1990 mediante la Disposición n.º 15 de la Dirección de Fauna Silvestre.
Todo este espacio se unió a las 10 400 ha de la reserva provincial Península San Julián protegidas con anterioridad, formando una gran superficie cuya integración asegura el cumplimiento de los objetivos de conservación del ecosistema.
En la isla Justicia se han hallado fósiles y restos de un bosque petrificado del período jurásico, lo que permite suponer la presencia de un depósito paleontológico de cierta importancia.
Las islas están incluidas entre las áreas importantes para la conservación de las aves de Argentina.
Este conjunto de archipiélagos carece de presencia humana, ya que está prohibido su ingreso.

## Flora y fauna

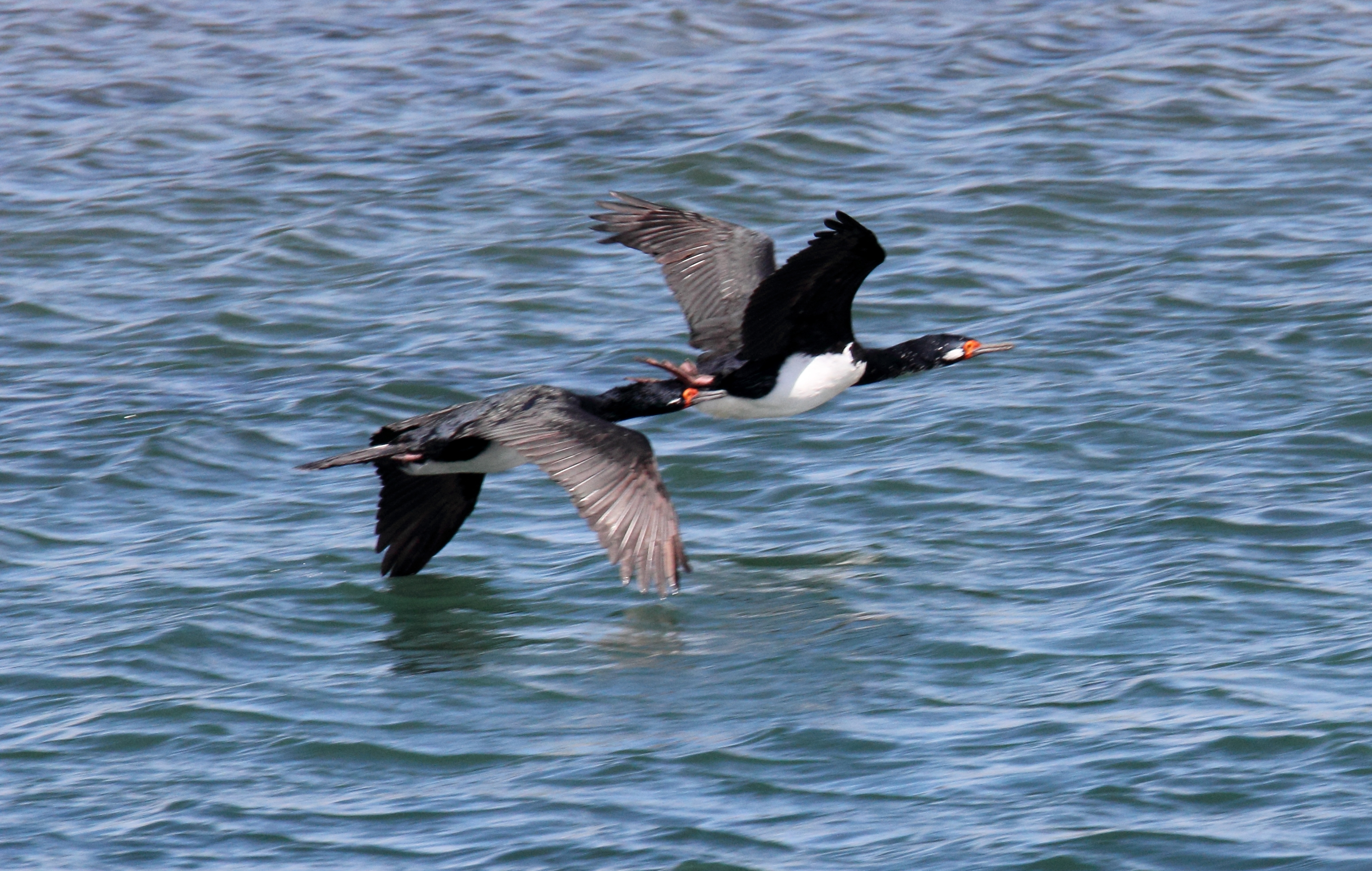
Cormoranes cuello negro (Phalacrocorax magellanicus).

Las islas presentan la cobertura vegetal rala típica de estepa, con especies adaptadas al sustrato salino, entre las que están presentes la mata verde (Lepidophyllum cupressiforme) y negra (Junellia tridens), el llamado molle (Schinus) y especies más bajas como el coirón amargo (Stipa).
La zona alberga importantes poblaciones de pingüino magallánico (Spheniscus magellanicus), cormorán cuello negro (Phalacrocorax magellanicus), biguá (Phalacrocorax brasilianus), gaviota cocinera (Larus dominicanus), ostrero negro (Haematopus ater), garza bruja (Nycticorax nycticorax) y pato vapor volador (Tachyeres patachonicus).
Existen registros de avistamiento de siete variedades de pájaros cantores, nueve variedades de aves acuáticas entre las que se encuentran los ostreros y gaviotas mencionados, además de cisnes coscoroba (Coscoroba coscoroba), cauquenes (Chloephaga picta) y patos crestón (Lophonetta specularioides) y barcino (Anas flavirostris).